# Allison Roe
Allison Pamela Roe née:Deed MBE (Auckland, 30 de maio de 1956) é uma ex-fundista neozelandesa, campeã das maratonas de Boston e de Nova York em 1981.
Sua marca em Boston, em abril daquele ano, eclipsou em cerca de oito minutos o recorde feminino anterior daquele percurso. Sete meses depois, em Nova York, ela venceu a maratona com um novo recorde mundial feminino de 2:25:29. Algum tempo depois, ao se descobrir que o percurso de Nova York era 150 m  menor que a distância oficial de 42,195 km da maratona, seu recorde foi anulado, junto com o do norte-americano Alberto Salazar, que também quebrou o recorde mundial masculino na mesma prova.
Esportista eclética, Roe também foi campeã nacional neozelandesa de ciclismo, triatlon e cross-country. Em 1982 foi eleita a 4ª atleta feminina de todos os esportes mais popular do mundo pela American Press Association (1ª entre as então atletas amadoras).
Uma grave lesão num tendão envolvendo um osso fraturado e um grave hematoma numa queda da escada quando reformava sua casa encerraram prematuramente sua carreira. Roe não chegou a participar da primeira maratona olímpica feminina em Los Angeles 1984 e nunca competiu nos Jogos Olímpicos.